# Guerrero
Guerrero é um dos 31 estados do México, localizado no sudoeste do país. Sua área é de 64,281 km², e sua população é  de 3.388,768 habitantes. A capital do Estado é a cidade de Chilpancingo também conhecida como Ciudad Bravo. A principal fonte de renda do estado é o turismo. O estado limita-se ao norte aos estados de Michoacán de Ocampo, Estado de México, Morelos e Puebla, e ao sul com o Oceano Pacífico.

## Nome
O nome do estado presta homenagem a Vicente Guerrero (1782-1831), um líder insurgente de destaque na fase de resistência durante a Guerra da Independência e o segundo presidente do México. O estado recebeu este nome em sua criação, em 27 de outubro de 1849. Guerrero é o único estado do país com nome de um presidente mexicano, pois os outros levam os nomes de outras figuras de destaque na história do México

## Brasão
O brasão do estado de Guerrero Shield é um cocar de penas emplumados composta de 11 cores diferentes, vista da direita para a esquerda na ordem são: amarelo, azul, amarelo, amarelo dourado, vermelho, verde, azul, vermelho, verde, amarelo e azul.

## Historia

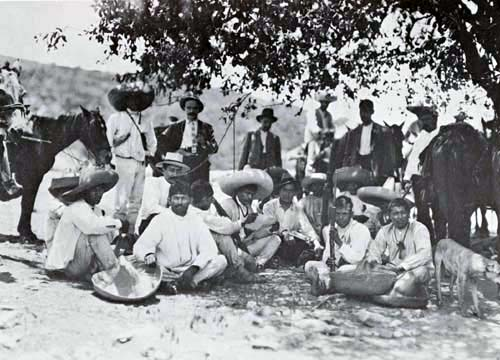
Zapatistas no site El Jilguero

Em novembro 1810 Morelos conhecido por seus soldados destinados a erguer uma província no sul, chamada de Nossa Senhora de Guadalupe de Tecpan com áreas dos municípios de Puebla, México e Valladolid, mas com o declínio da campanha de Morelos o projeto foi esquecido.
Não foi até 1823, no Segundo Congresso Constitucional que Nicolás Bravo e Vicente Guerrero Morelos recuperou a ideia, a criação do Estado do Sul, que teria o mesmo território da Capitania Geral do Sul, mas o Congresso rejeitou a proposta, que estabelece o comando militar do Sul, com sede em Chilpancingo.
Para ser filmado em Cuilapan Vicente Guerrero, Oaxaca, em 14 de fevereiro de 1831, vários membros (incluindo o futuro presidente Benito Juarez) pediu em 1833 a criação do estado de Guerrero, ea mudança de nome pelo Guerrerotitlán Cuilapan, com apoio do Chefe Juan Alvarez Bravo e Nicolas, mas a proposta não foi aprovada.
Em 15 maio de 1849 o presidente José Joaquín de Herrera enviou ao Congresso a iniciativa de criar o estado de Guerrero, ao território dos estados de Michoacán, Puebla e México. O projeto de lei aprovado pela Câmara dos Deputados em 20 de outubro e pelo Senado em 26 de outubro.
Em 27 de outubro de 1849 em sessão solene do Congresso, foi declarado legalmente constituídas do Estado Livre e Soberano de Guerrero, e foi nomeado general Juan Álvarez como agir comandante geral.

## Geografia

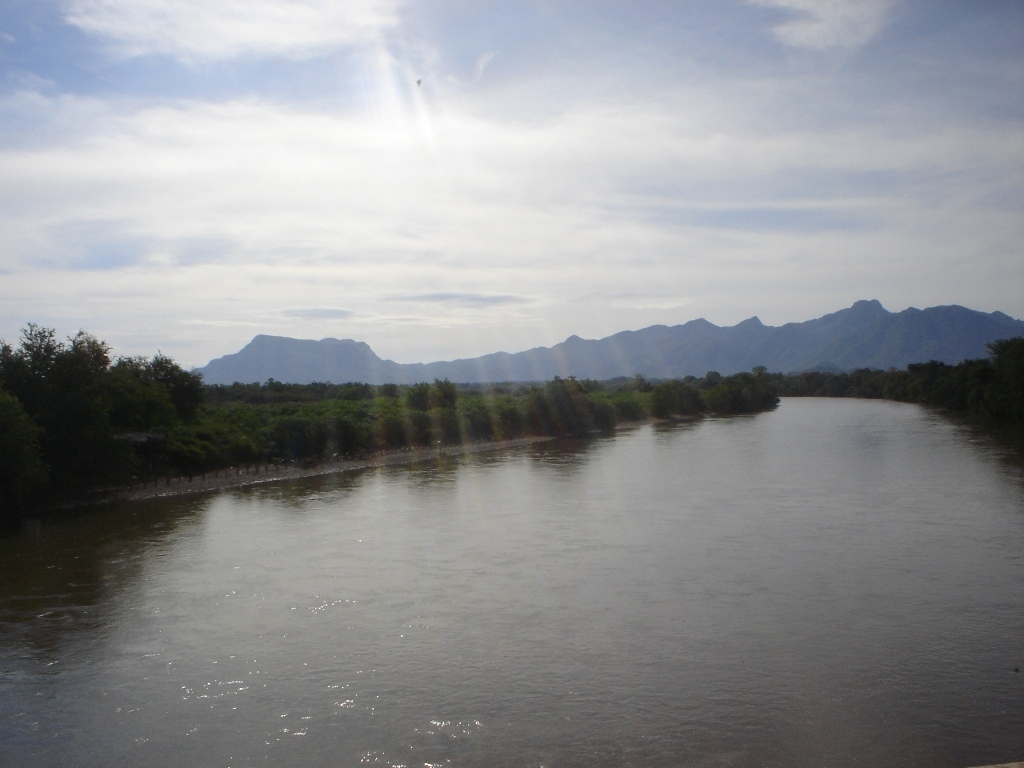
Rio Balsas

O estado de Guerrero está localizado no sul coordenadas México, no Oceano Pacífico e está localizado entre 16 º 18 'e 18 ° 48' de latitude norte e 98 ° 03 'e 102 ° 12' de longitude oeste. Seus norte estados fronteiriços do México (216 km) e Morelos (88 km) a noroeste do estado de Michoacán (424 km) a nordeste, para o estado de Puebla (128 km), a leste pelo estado de Oaxaca (241 km) e ao sul do mar mexicana (Oceano Pacífico) (500 km) 0,22 Dentro do México pertence à Zona do Pacífico Sur.23 o estado tem uma área de 63,794 km ², ou seja, 3,2% do total país. Fileiras 14 na área de terra.
Elevações grandes Guerrero são:
- Cerro Teotepec - 3.550
- Cerro Tlacotepec - 3.320
- Cerro Zacatonal - 3.300
- Cerro Pelón - 3.100
- Cerro Piedra Ancha - 3.100
- Cerro El Baúl - 3.060

## Regiões
O estado é dividido em sete regiões:
- Acapulco
- Costa Chica
- Costa Grande
- Centro
- La Montaña
- Norte
- Tierra Caliente

## População
Com base nos resultados do Censo Segundo da População e Habitação, realizada pelo Instituto Nacional de Estatística e Geografia (INEGI) 31 de maio a 25 de junho de 2010, Guerrero tinha até então totalizando 3.388.768 habitantes. Da população total, 1.645.561 eram homens e 1.743.207 mulheres. O estado também tem Acapulco, com área metropolitana que é composta pelos municípios de Acapulco e Coyuca que teve 863.431 habitantes em 2010. Como o décimo sexto mais achatado do México.

### População indígena
No estado de Guerrero 456.774 pessoas com idade entre 5 e mais falar a língua indígena que representa menos de 15% (INEGI 2010). População indígena Guerrero é essencialmente na região da Serra e, em menor medida, da Chica Costa, que são as áreas mais marginalizadas do estado.
A população indígena está dividida em 4 grupos que são Nahuatl 170.622 que representa 37% da população indígena; 139.387 mixtecos são 30,5% da população indígena; 119.291 tlapanecos que são 26% da população indígena, e 45 Amuzgos 799 representando 10% do total da população indígena do estado.